# Angelo Zambarbieri
Angelo Zambarbieri (Pecorara, 13 maggio 1913 – Genova, 15 agosto 1970) è stato un vescovo cattolico italiano.

## Biografia
Nacque a Pecorara, allora in provincia e diocesi di Piacenza, il 13 maggio 1913. Era il primo di tre fratelli; gli altri due divennero sacerdoti orionini.

### Formazione e ministero sacerdotale
Entrò nel seminario di Bobbio giovanissimo e, grazie ad una speciale dispensa concessa da papa Pio XI, fu ordinato presbitero ad appena 21 anni, nel 1934.
Fu quindi nominato arciprete della parrocchia di San Bartolomeo a Borzonasca, nel genovese.

### Ministero episcopale
Il 12 marzo 1959 papa Giovanni XXIII lo nominò vescovo titolare di Sita e vescovo coadiutore di Guastalla. Il 25 aprile successivo ricevette l'ordinazione episcopale, nella cattedrale di Bobbio, dal vescovo di Bobbio Pietro Zuccarino, co-consacranti l'arcivescovo Umberto Malchiodi, coadiutore di Piacenza, e il vescovo di Carpi Artemio Prati.
Il 6 maggio 1960, alla morte del predecessore Giacomo Zaffrani, succedette per coadiutoria alla sede di Guastalla. Di carattere semplice e umile, come dimostrò la rinuncia ai privilegi della carica vescovile, ma al contempo carismatico, intraprese la ristrutturazione dell'episcopio guastallese, ufficialmente inaugurato il 19 maggio 1962.
Partecipò inoltre alle diverse sessioni del Concilio Vaticano II.
Morì, dopo una lunga malattia, il 15 agosto 1970, a Genova, a soli 57 anni. Dopo la sua morte la cattedra vescovile di Guastalla rimase vacante fino al 1973, quando fu unita in persona episcopi a quella di Reggio Emilia, con il vescovo Gilberto Baroni.

## Genealogia episcopale
La genealogia episcopale è:
- Cardinale Scipione Rebiba
- Cardinale Giulio Antonio Santori
- Cardinale Girolamo Bernerio, O.P.
- Arcivescovo Galeazzo Sanvitale
- Cardinale Ludovico Ludovisi
- Cardinale Luigi Caetani
- Cardinale Ulderico Carpegna
- Cardinale Paluzzo Paluzzi Altieri degli Albertoni
- Papa Benedetto XIII
- Papa Benedetto XIV
- Papa Clemente XIII
- Cardinale Bernardino Giraud
- Cardinale Alessandro Mattei
- Cardinale Pietro Francesco Galleffi
- Cardinale Giacomo Filippo Fransoni
- Cardinale Carlo Sacconi
- Cardinale Edward Henry Howard
- Cardinale Mariano Rampolla del Tindaro
- Cardinale Gennaro Granito Pignatelli di Belmonte
- Cardinale Pietro Boetto, S.I.
- Cardinale Giuseppe Siri
- Vescovo Pietro Zuccarino
- Vescovo Angelo Zambarbieri